# Haida Gwaii

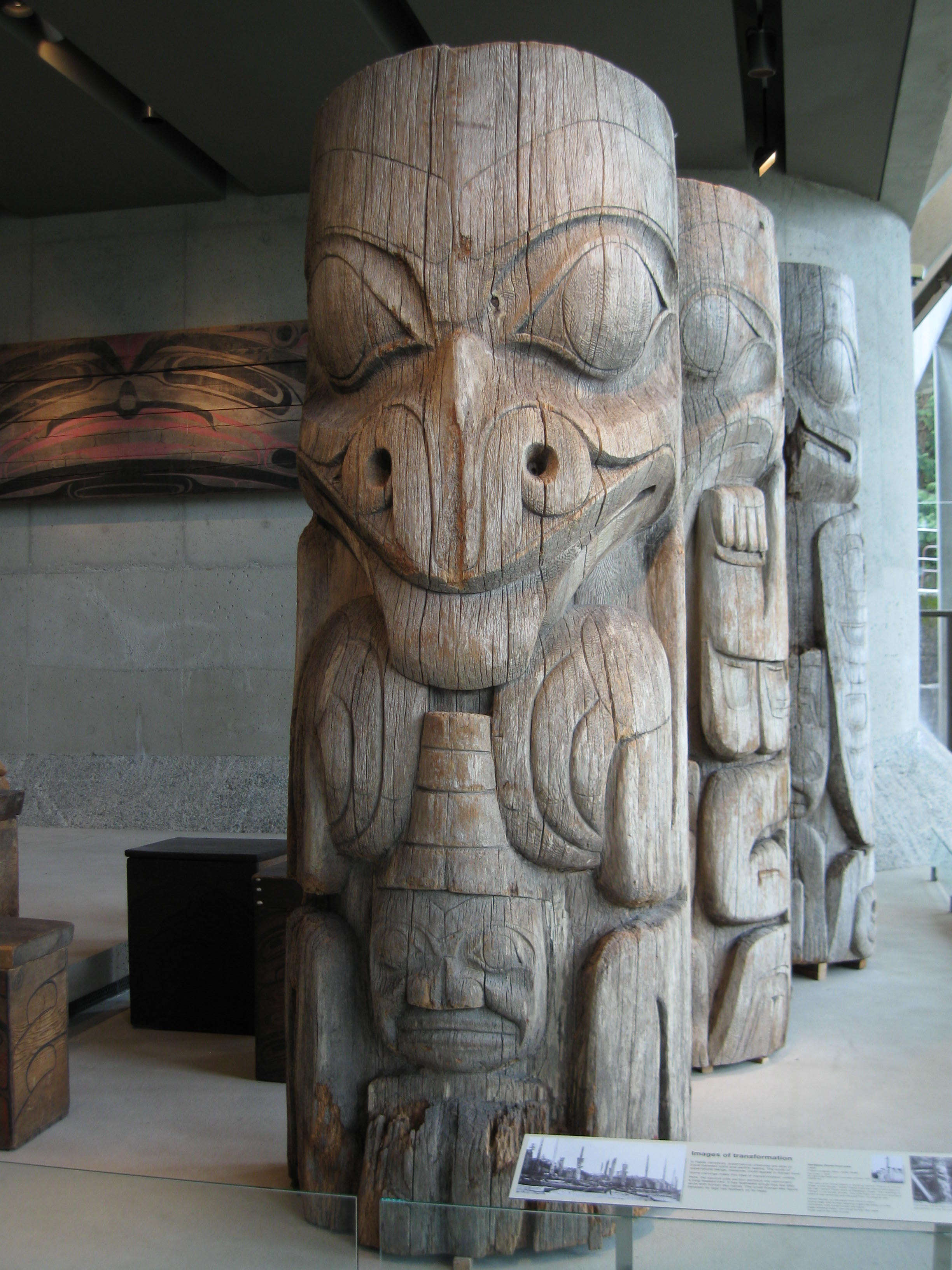
Hauspfahl der Haida, heute in Vancouver

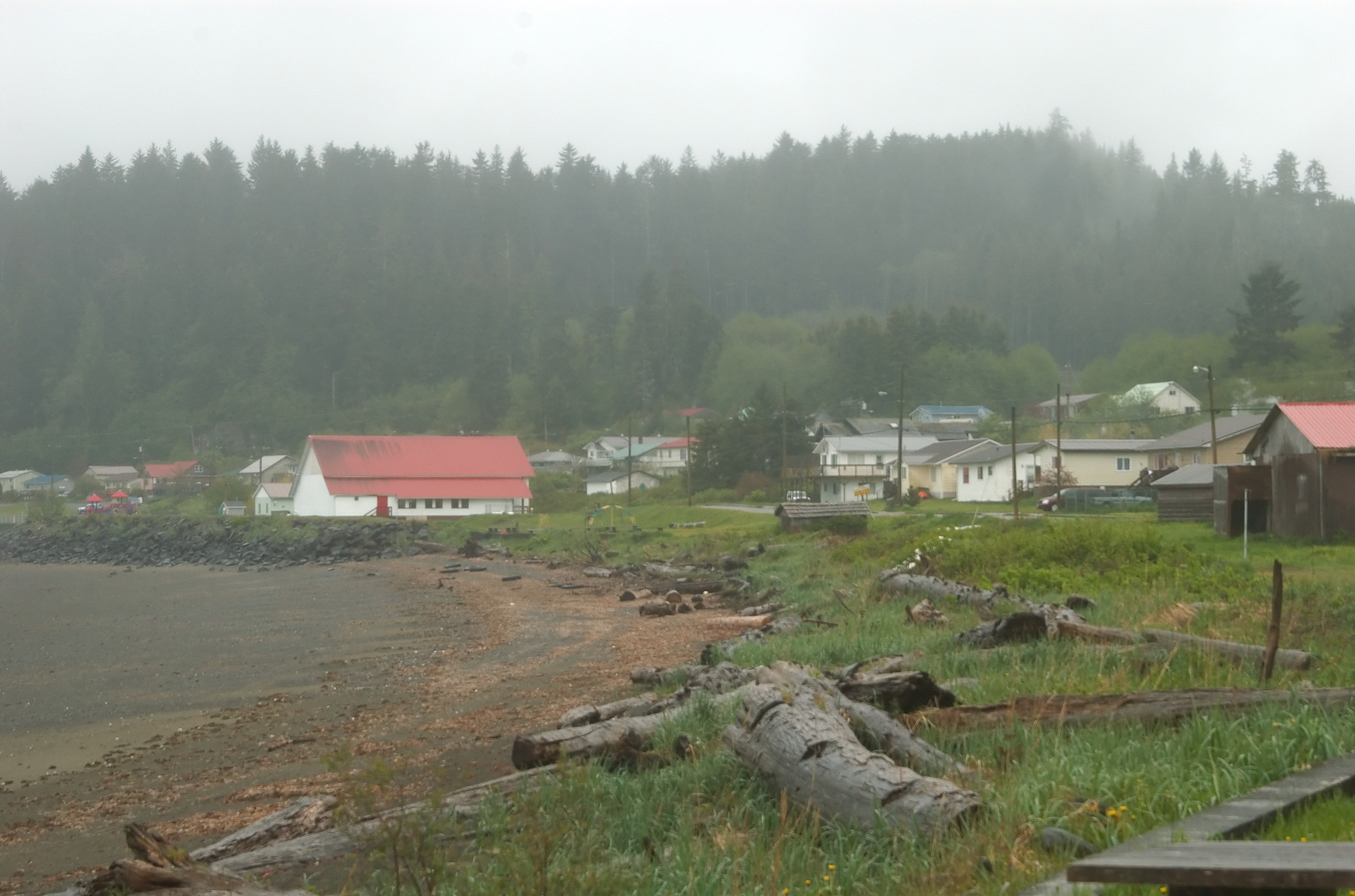
Blick auf einige Häuser von Skidegate

Haida Gwaii (bis 2009 offiziell Queen Charlotte Islands) ist eine Inselgruppe vor der Küste British Columbias (Kanada). Sie besteht aus den beiden Hauptinseln Graham und Moresby Island sowie 200 kleineren Inseln von denen Louise Island und Lyell Island die größten sind.

## Name
Der Kolonialname der Inseln Queen Charlotte Islands wurde von Kapitän George Dixon geprägt, nach seinem Schiff, der Queen Charlotte, die wiederum nach Königin Sophie Charlotte von Mecklenburg-Strelitz benannt war, der Frau von König Georg III. von Großbritannien.
Seit dem 11. Dezember 2009 heißen die Inseln nach den dort ansässigen Ureinwohnern offiziell Haida Gwaii.

## Klima
Das Klima ist mild und regenreich – vor allem im Herbst und Winter. Schnee ist, außer im Hochgebirge, eher selten.

## Flora und Fauna
Auf den Inseln lebt eine Vielzahl seltener und endemischer Tierarten, wie etwa die größte Unterart des Amerikanischen Schwarzbären (Ursus americanus carlottae). Viele Baumarten wie etwa die Küsten-Kiefer, die amerikanische Rot-Erle und der Riesen-Lebensbaum sind hier heimisch.
Auf den Inseln werden drei Parks unterhalten, der 69,166 km² umfassende Naikoon Provincial Park und der Gwaii Haanas National Park, der den Süden von Moresby Island einnimmt. Letzterer besteht aus 138 Inseln und erstreckt sich über eine Gesamtfläche von rund 1500 km². Hinzu kommt der Pure Lake Provincial Park 15 km nördlich von Masset, sowie das Delkatla Wildlife Sanctuary, ein Schutzgebiet für mehr als 140 Vogelarten. Auf Haida Gwaii gibt es einige der größten Brutkolonien des Silberalkes. Einzelne Kolonien umfassen mehr als 100.000 Brutvögel. Sehr zahlreich sind auch die Bestände des Aleutenalks. Sehr zahlreich war er ursprünglich auf Langara Island, einer der nördlichsten Inseln von Haida Gwaii. Ratten, die auf dieser Insel eingeführt wurden, haben diese Brutkolonien zum Erlöschen gebracht. Derzeit werden Anstrengungen unternommen, diese Insel wieder rattenfrei zu machen. Eine große Bedrohung für alle bodenbrütenden Vögel auf dieser Insel sind jedoch Waschbären, die auf dieser Insel eingeführt wurden.

## Bevölkerung und Orte
Etwa die Hälfte der rund 5000 Einwohner gehört zu den Haida, einem der Indianerstämme, die man in Kanada First Nations nennt.
Einer der beiden größeren Orte auf den Inseln ist Masset. Er liegt am Masset Sound der Northern Graham Island. Der Ort wurde 1961 zur Stadt erhoben und ist die größte Gemeinde mit etwa 900 Einwohnern. Ursprünglich hieß der Ort Graham City, bald aber New Masset, in Abgrenzung von dem Haida-Dorf Old Masset. Der Ort stellt den nördlichen Zugang zum Naikoon Provincial Park dar. Die St. Paul's Anglican Church und das Old Schoolhouse (von 1912) sind die wohl ältesten Gebäude.
Unweit von Masset liegt Old Masset – am Ostufer des Masset Inlet. Auch als Haida bekannt, birgt der Ort drei ältere Siedlungen. Die rund 600 Bewohner sind überwiegend Haida.
Der ebenfalls rund 300 Einwohner zählende Ort Port Clements, am Nordostufer des Masset Inlets, wurde 1907 gegründet. Sein Name geht auf Herb S. Clements, einen lokalen Parlamentsabgeordneten zurück.
Tlell ist ein Haida-Dorf mit etwa 370 Einwohnern. Es ist das nördlichste der Ostküste von Graham Island und liegt an der Südostgrenze des Naikoon Provincial Park. Es gilt als die interessanteste Künstlergemeinde der Inseln.
Skidegate (rund 700 Einwohner) ist eines der beiden kulturellen Zentren der Haida. 2 km entfernt liegt Skidegate Landing, von wo Fähren nach Prince Rupert, nach Alliford Bay auf Moresby Island fahren.
Daajing Giids (sprachlich oft auch nach dem ehemaligen Namen Queen Charlotte City), mit 1250 Einwohnern beinahe eine Stadt, ist in weiten Teilen erhalten. Das Premier Hotel, das alte Schulhaus, auch Sägemühlen, dazu zahlreiche Privathäuser geben einen Eindruck der Siedlungen um 1900.
Zur Westküste führt nur eine Straße, die bei Rennell Sound die Steilküste erreicht.
Sandspit ist, neben der Ansiedlung Moresby Camp, der einzige Ort auf Moresby Island. Hier leben knapp 600 Menschen. Der Ort ist nur über die Alliford Bay mit Skidegate Landing auf Graham Island verbunden. Der Gwaii Haanas National Park ist nur mittels Flugzeug, Hubschrauber oder Boot erreichbar. Die Pallant Creek Hatchery, rund 45 km südwestlich von Sandspit, produziert verschiedene Lachsarten.

## Geschichte

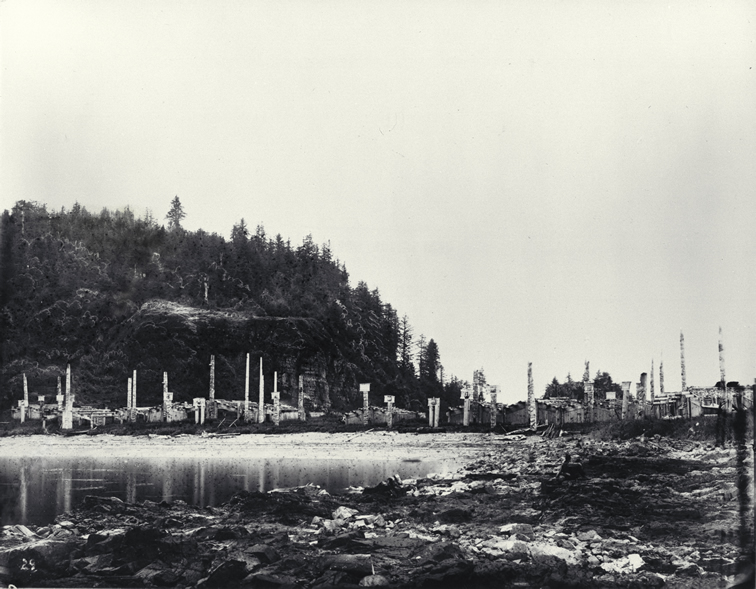
Skedans am Cumshewa Inlet, George M. Dawson (1849–1901) 1878

Am Ende der letzten Eiszeit war die Hecate Strait, die die Inseln heute vom Festland trennt, trocken. Erst um 8000 v. Chr. füllte sie der steigende Meeresspiegel mit Wasser. In der Übergangszone zwischen Meer und Land fanden sich Werkzeuge aus der Zeit unmittelbar nach dem Rückzug des Eises.
Die Haida fuhren schon sehr früh auf den Pazifik und nutzten die als microblades bezeichneten, sehr kleinen Steinklingen. Sie wurden überwiegend aus Obsidian hergestellt, einer Art Glas vulkanischen Ursprungs, das vom Festland stammte. Während sich die Artefakte aus der Zeit um 5000 v. Chr. noch stark von denen auf dem Festland unterscheiden, waren die aus der Zeit um 1000 v. Chr. bis um Chr. Geb. – wohl durch Raub und Handelskontakte – denen der Tlingit und Tsimshian bereits ähnlicher geworden. Als die ersten Europäer Ende des 18. Jahrhunderts die Inseln erreichten, galten die Haida seit langem als gefürchtete Krieger von Alaska bis Kalifornien.
Die Haida bestanden aus zwei Gesellschaftsgruppen, den Moietys, die Rabe und Adler hießen. Sie setzten sich aus insgesamt 45 Lineages zusammen, wobei in einer älteren Phase wohl jede Familie in einem eigenen Dorf lebte. Heiraten war nur zwischen den Moietys möglich, wobei die Kinder zur Moiety der Mutter gehörten.
Manche Häuptlingshäuser konnten über 100 Menschen beherbergen. Jede Lineage konnte sich einem solchen Häuptling unterstellen. Das Oberhaupt eines Ortes stand der vermögendsten und anerkanntesten Lineage vor, doch konnte ein Krieger ihm auch den Rang ablaufen. So gab es eine heftige Rivalität zwischen Häuptling Ninsingwas und Häuptling Skidegate.
Die Hierarchie und die Ehrenvorränge zeigte in aller Öffentlichkeit der Potlatch, das wichtigste Fest. Diese Feste machten die wichtigsten Ereignisse, wie Heirat, Namensverleihung oder Todesfälle sichtbar, oder aber die Errichtung eines Totempfahls oder eines Hauses. Der Potlatch diente aber auch der Verteilung des Reichtums der oberen Klasse an die, die begrenzten Zugang zu den Ressourcen der Inseln hatten.

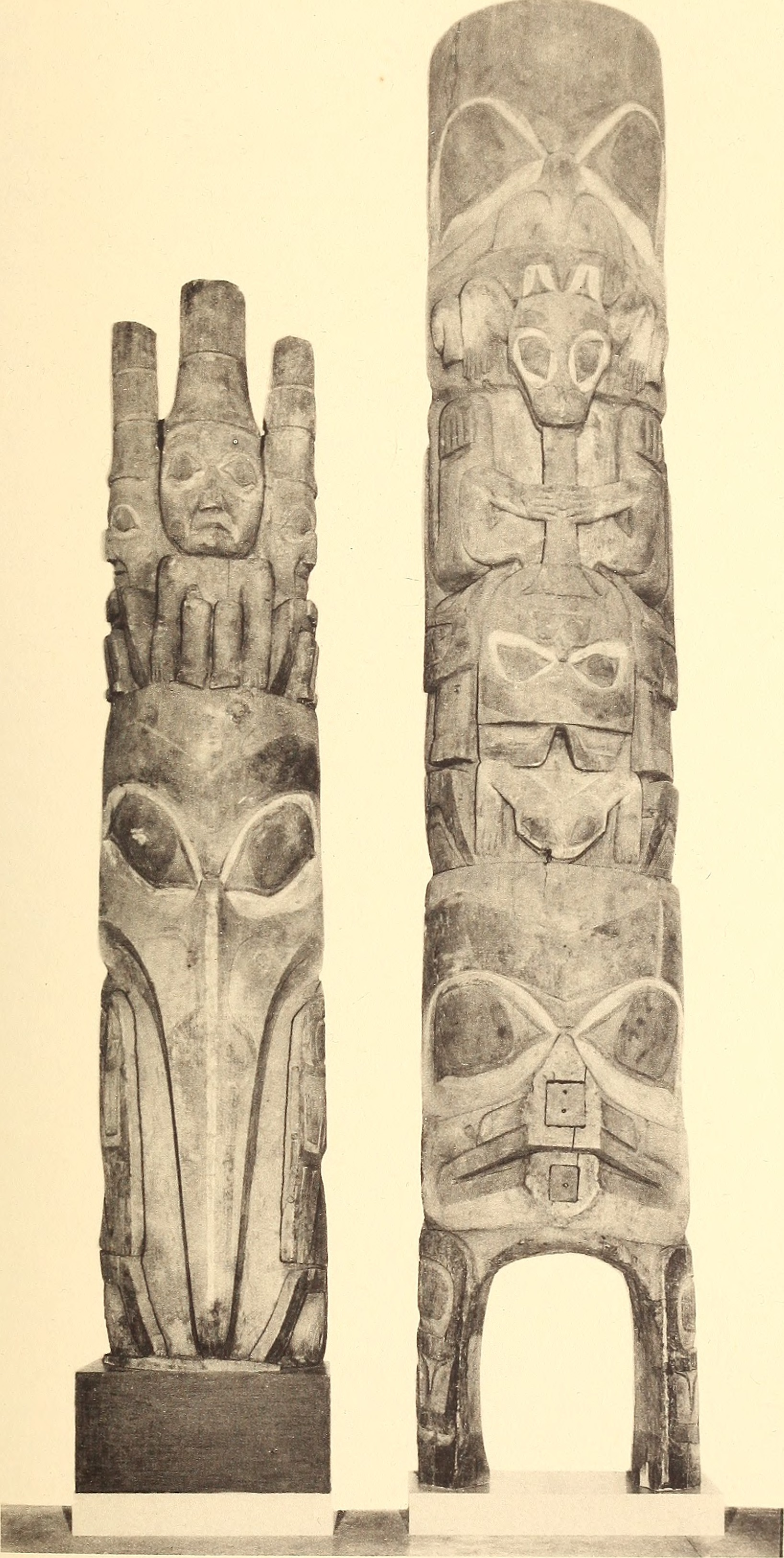
Totempfähle, fotografiert vor 1929

Mit der schweren Pockenepidemie von 1862 brach die Bevölkerung zusammen.
Am 22. August 1949 um 08:01 (PDT) wurde die Insel durch das Erdbeben vor den Queen Charlotte Islands erschüttert, welches eine Magnitude von 8,1 erreichte und das bisher stärkste sicher gemessene Erdbeben in der kanadischen Geschichte war. Es hatte sein Epizentrum östlich von Graham Island in der Queen-Charlotte-Verwerfung.
Die Haida begannen 2003, ihre kulturellen Artefakte systematisch zu kartographieren. Eines der Hauptziele war die Erstellung einer Karte der Culturally Modified Trees, bearbeitete Bäume, die dank methodischer Fortschritte eine der wichtigsten Quellen für die Frühgeschichte der schriftlosen Kulturen darstellen.
Am 27. Oktober 2012 um 20:04 (PDT) wurden die Haida-Gwaii-Inseln erneut von einem Erdbeben erschüttert, diesmal mit der Stärke von 7,7 auf der Momenten-Magnituden-Skala das zweitstärkste in Kanada jemals gemessene Erdbeben. Das Epizentrum des Erdbebens von Haida Gwaii lag diesmal östlich von Moresby Island.
In einem über mehrere Jahrzehnte zwischen der kanadischen Regierung und der Haida-Nation ausgehandelten Abkommen übertrug British Columbia 2024 die Eigentumsrechte zu mehr als 200 Inseln vor der Westküste Kanadas an die Haida-Nation und erkannte damit die Landrechte der Ureinwohner von Haida Gwaii an. Das Abkommen war der erste seiner Art in Kanada.

## Kulturelle Würdigung

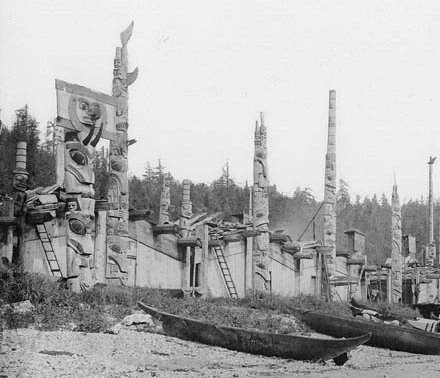
Haida-Dorf, 1878

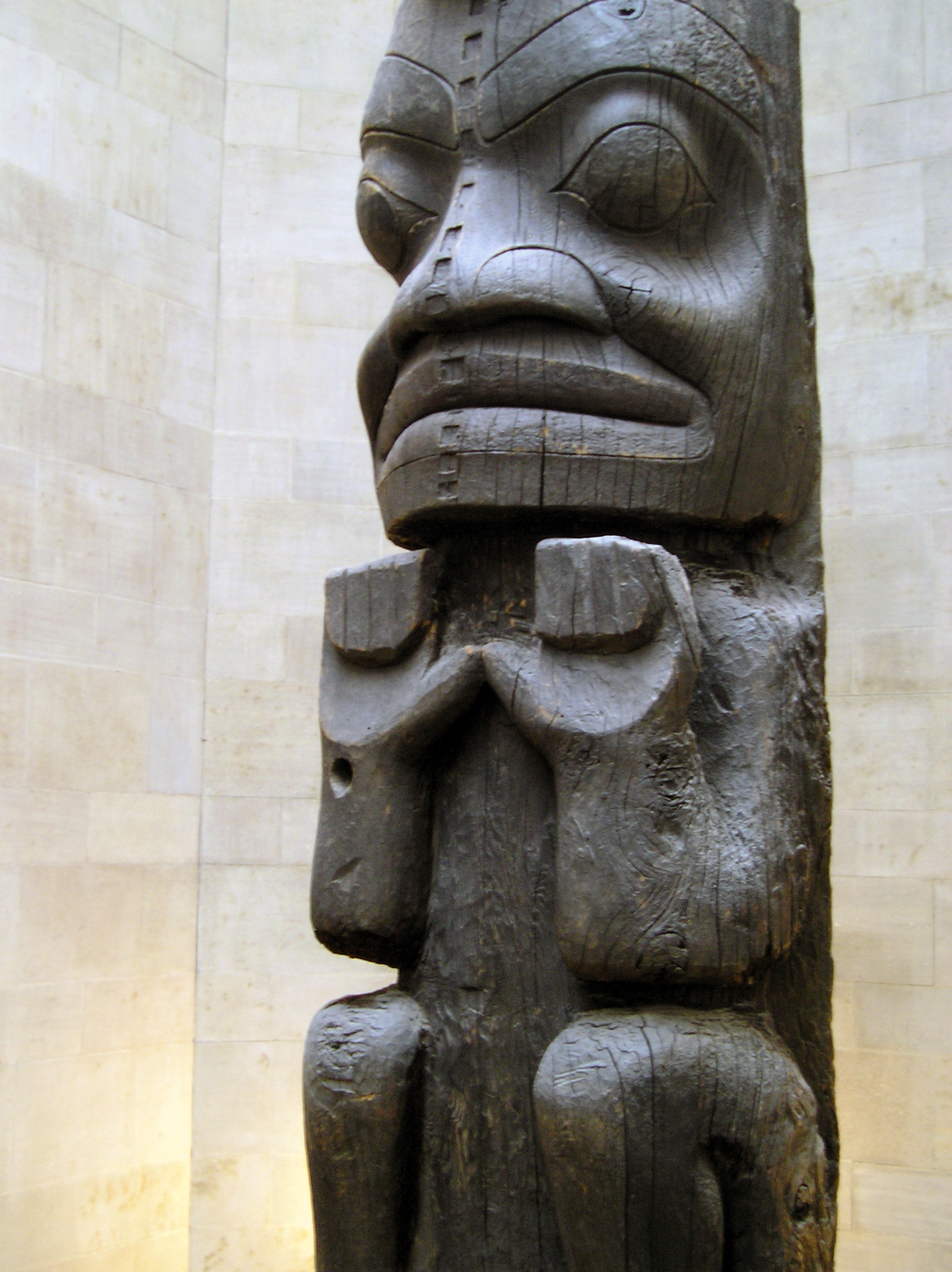
Totempfahl, Royal Ontario Museum, Toronto

Das verlassene Dorf Nan Sdins (englisch Ninstints) auf SGang Gwaay Llnagaay (englisch Anthony Island) ist Teil des 1981 als Weltkulturerbe eingestuften SGaang Gwaii. Das Dorf wurde im Jahr 1981 von der kanadischen Bundesregierung weiterhin zu einer „nationalen historischen Stätte“ erklärt. Der kurz nach 1880, von den bis zu 300 Einwohnern, verlassene Ort reicht rund 2000 Jahre zurück. Bekannt wurden die zahlreichen Totempfähle. Einige der Langhäuser waren im Jahr 1980 noch in hervorragendem Zustand. Bei einem Besuch im Sommer 2017 wurden nur noch verwitterte Reste von Langhäusern und Totempfählen vorgefunden. Die gut erhaltenen Kulturgüter wurden für Museumszwecke sichergestellt.
Das Port Clements Museum im gleichnamigen Ort bietet einen Einblick in das Leben der Siedler und Holzfäller.
Im privaten Ed Jones Haida Museum in Old Masset befinden sich neben historischen Fotografien und Artefakten auch Kunstwerke der Haida sowie einige Totempfähle.
Der Council of the Haida Nation (CHN) wurde 1980 gegründet. Das Haida Heritage Centre in Qay'llnagaay (Sea Lion Town), 2000 begonnen, wurde im Januar 2007 fertiggestellt. Die sechs als erste aufgerichteten Pfähle repräsentieren die sechs Dörfer, die wiederum sechs Clans entsprechen. 2006 wurde durch das SHIP Haida Language Program der Name in "Kaay Llnagaay" geändert.
Berühmte Künstler der Haida waren Charles Edenshaw und Bill Reid. Letzterer, dessen Mutter eine Haida war, entwickelte die Kunst der Haida weiter.
Die Haida-Kunst ist bekannt für ihre Masken und Schnitzkunst und das oftmals angewandte Gestaltungselement Ovoid.